# Buddhanatur
Buddhanaturen (sanskrit: buddhadhātu) är inom mahayanabuddhismen ett koncept som menar att alla medvetna varelser har en möjlighet till att bli buddhor.
En annan term för buddhanaturen på sanskrit är "tathāgatagarbha", bokstavligen "buddhornas livmoder". I en del mahayanska texter (sutror) talas det inte enbart om möjligheten för alla medvetna varelser att bli buddhor, utan snarare om en profetia om att alla medvetna varelser förr eller senare kommer att bli buddhor.